# Franz Meyer (Historiker)
Franz Meyer (* 18. Juli 1953 in Höxter) ist ein deutscher Historiker und Archivar.

## Leben
Meyer wuchs auf dem elterlichen Hof in der Bauerschaft Bönekenberg (Gemeinde Papenhöfen, seit 1970 Ortsteil von Marienmünster) auf. Er besuchte die Volksschule in Löwendorf und anschließend das König-Wilhelm-Gymnasium Höxter, an dem er 1974 das Abitur ablegte. Nach dem Grundwehrdienst in Lütjenburg/Ostholstein begann er 1976 ein Studium der Fächer Geschichte und Geografie an den Universitäten in Marburg und Münster, das er 1983 mit dem Ersten Staatsexamen für das Lehramt in der Sekundarstufe II abschloss.
Von 1984 bis 1986 war er als Historiker bei der Gemeinde Ostbevern/Kreis Warendorf angestellt. 1987 nahm er eine Ausbildung zum Kommunal-Archivar in Bochum auf. Von 1987 bis 2018 war er Mitarbeiter der Stadt Bad Salzuflen, leitete von 1988 bis 2011 das Stadtarchiv, von 1999 bis 2010 war er außerdem Leiter des Stadt- und Bädermuseums und von 2011 bis 2018 Direktor der Volkshochschule und Leiter des Fachbereichs Bildung. Nach seinem Eintritt in den Ruhestand betreut er seit April 2019 das Archiv der Stadt Marienmünster.
Meyer war auch kommunalpolitisch aktiv. In der Legislaturperiode 1994–1999 war er für die SPD Mitglied des Rates der Stadt Marienmünster. In diesen fünf Jahren fungierte er als Vorsitzender des Schul-, Kultur- und Sportausschusses. Zudem war er von 1993 bis 2002 Vorsitzender des SPD-Ortsvereins in der Stadt Marienmünster.

## Schriften (Auswahl)
- 800 Jahre Born. 1222 bis 2022. Geschichte eines westfälischen Bauerndorfes. Unter Mitwirkung von Theo Elberich. tpk-Regionalverlag, Bielefeld 2022, ISBN 978-3-936359-96-1.
- mit Wilhelm Hagemann, Hans Hermann, Carmen Jansen, Josef Köhne, Josef Suermann und Josef Werpup: Vereint unter den Türmen der Abtei. 50 Jahre Stadt Marienmünster 1970 bis 2020. Hrsg. von der Stadt Marienmünster. tpk-Regionalverlag, Bielefeld 2020, ISBN 978-3-936359-80-0.
- mit Fritz Gast: Werl, Aspe und Knetterheide. Dorfleben in Bildern. Verlag für Regionalgeschichte, Bielefeld 2017.
- mit Roland Linde: Bauerschaft – Gemeinde – Stadtteil. Zur Geschichte von Werl, Aspe und Knetterheide. Verlag für Regionalgeschichte, Bielefeld 2014.
- Bad Salzuflen. Epochen der Stadtgeschichte. Verlag für Regionalgeschichte, Bielefeld 2007.
- Bad Salzuflen. Stadt Bad Salzuflen. 2. Auflage 2000.
- (Bearb.): Geschichte der Gemeinde Ostbevern. Bd. 1: Von den Anfängen bis zur Mitte des 20. Jahrhunderts. Vor- und Frühgeschichte, Sied-lungsgeschichte, Höfe und Hausstätten, allgemeine Geschichte, Erster und Zweiter Weltkrieg, Geschichte der Adelshäuser Haus Bevern und Haus Loburg. Ostbevern 2000.
- „Den Bürgern der Stadt auf Dauer von Nutzen“. 150 Jahre Sparkasse Bad Salzuflen 1849–1999. Dröge, Bad Salzuflen 1999.
- mit Ansgar Becker und Stefan Wiesekopsieker: Jüdisches Leben in Bad Salzuflen und Schötmar 1918–1945. Detmold 1998.
- mit Ewald Grothe: Verfolgt – vergast – vergessen. Zur Geschichte der Juden in den Ortschaften der Stadt Marienmünster. Unter Mitarb. von Britta Padberg und Thomas Strathmann. [Arbeitskreis Stadtgeschichte Marienmünster]. Verlag für Regionalgeschichte, Bielefeld 1990, ISBN 3-927085-25-1.
- 500 Jahre Stadt Salzuflen. 1488–1988. Dokumentation der Reden, Ausstellungen und Vorträge zum Stadtjubiläum. Verlag für Regionalgeschichte, Bielefeld 1989.